# 皇带鱼属
皇帶魚属是輻鳍魚綱月魚目皇帶魚科的两个属之一。

## 分類
本属已知有两种，如下：
- 皇帶魚（Regalecus glesne）
- 勒氏皇帶魚（Regalecus russelii），包括一度被当做独立物种的“金氏皇帶魚”(R. kinoi）也是其次异名。